# Jaime Harrison

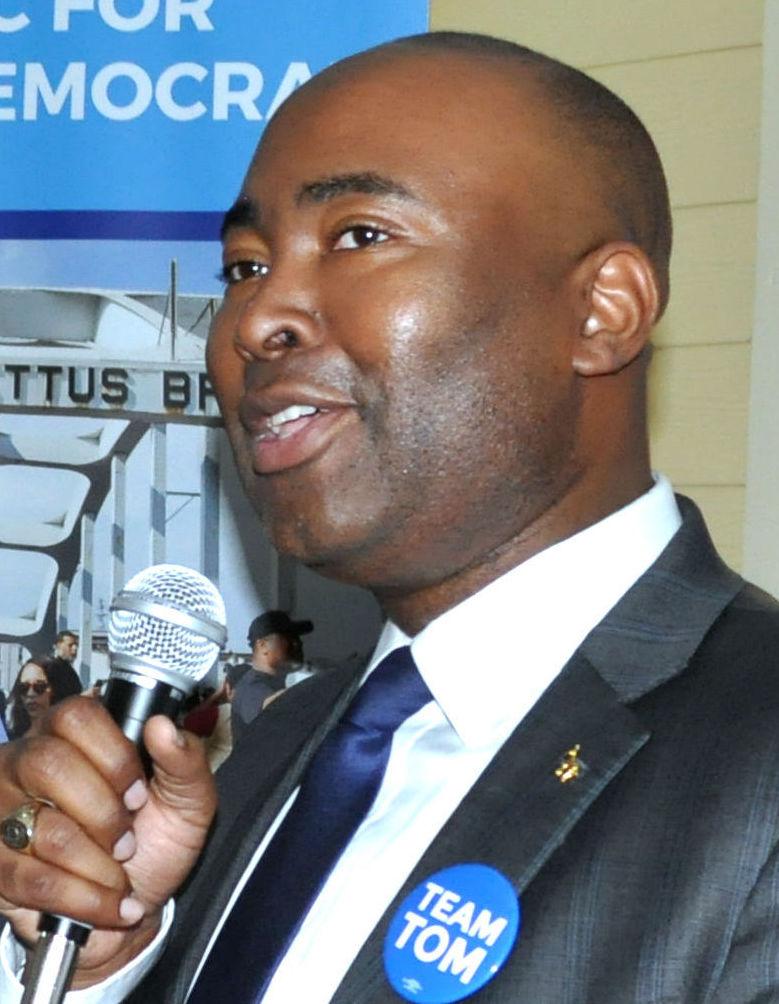
Jaime Harrison (2017)

Jaime R. Harrison (* 5. Februar 1976 in Orangeburg, South Carolina) ist ein US-amerikanischer Politiker der Demokratischen Partei und von Januar 2021 bis Februar 2025 Vorsitzender des Democratic National Committee.

## Familie, Ausbildung und Beruf
Harrison wuchs in Orangeburg, South Carolina bei seiner minderjährigen, alleinerziehenden Mutter und seinen Großeltern auf. Er besuchte die örtliche High School. Mithilfe eines Stipendiums studierte er an der Yale University. Anschließend kehrte er nach Orangeburg zurück und unterrichtete an seiner alten High School. Harrison ist verheiratet und hat zwei Söhne. Die Familie lebt in Columbia, South Carolina.

## Politische Laufbahn
2013 wurde Harrison als erster Afroamerikaner zum Vorsitzenden der Demokratischen Partei von South Carolina gewählt. Dieses Amt bekleidete er bis 2017.
Bei der Wahl zum Senat 2020 kandidierte Harrison für einen der beiden Sitze des Bundesstaates South Carolina im Senat der Vereinigten Staaten. Er schaffte es, im Wahlkampf 109 Millionen Dollar Spenden zu sammeln und damit den Rekord von Beto O’Rourke zu schlagen. Bei der Wahl unterlag Harrison mit 44,2 % der Stimmen dem republikanischen Amtsinhaber Lindsey Graham, welcher 54,5 % der Stimmen erhielt.
Am 21. Januar 2021 wurde Harrison zum Vorsitzenden der Demokratischen Partei auf Bundesebene gewählt.